# Os Caras de Pau
Os Caras de Pau (en español:Los Chicos molestan) es un programa de humor emitido por la brasileña TV Globo, escrito por Chico Soares, Lisboa Claudio, Claudio Torres Gonzaga, Marcius Melhem, Cursino Pablo y Suzana Pires y el proyecto final de Chico Soares y Marcio Melhem. Dirigida por Márcio Trigo, con corazón y protagonizada por Mark Pablo Leandro Hassum y Melhem Marcio, que juegan el Jorginho persongens y Pedrão.

## Personajes
- Pedrão

Es interpretada por Marcio Melhem, y tiene una forma muy diferente de Jorginho y el hombre es inteligente y siempre tiene ideas. A veces el derecho y el momento equivocado.
- Jorginho

Se juega por Leandro Hassum, y es la más divertida de la pareja. Siga siempre la idea de su mejor amigo y tiene una esencia Pedrão muy gracioso.
- Datos: Q779039